# Aleksander Sikorski
Aleksander Franciszek Sikorski – polski biochemik, dr hab. nauk przyrodniczych, profesor zwyczajny i kierownik Zakładu Cytobiochemii Wydziału Biotechnologii Uniwersytetu Wrocławskiego.

## Życiorys
W 1972 ukończył studia biochemiczne (w zakresie nauk biologicznych) na Uniwersytecie Wrocławskim, 11 listopada 1977 obronił pracę doktorską, 14 stycznia 1988 habilitował się na podstawie pracy. 18 października 1995 nadano mu tytuł profesora w zakresie nauk biologicznych. Pracował w Instytucie Biochemii i Biologii Molekularnej na Wydziale Nauk Przyrodniczych Uniwersytetu Wrocławskiego, Międzyuczelnianym Centrum Biotechnologii Agregatów Lipidowych Uniwersytetu Wrocławskiego, oraz w Instytucie Biotechnologii i Ochrony Środowiska na Wydziale Inżynierii Lądowej i Środowiska Uniwersytetu Zielonogórskiego.
Objął funkcję profesora nadzwyczajnego w Katedrze Biologii Molekularnej na Wydziale Nauk Biologicznych Uniwersytetu Zielonogórskiego.
Piastuje stanowisko profesora zwyczajnego, oraz kierownika w Zakładzie Cytobiochemii na Wydziale Biotechnologii Uniwersytetu Wrocławskiego, członka Komisji Przyrodniczej i Medycznej z siedzibą we Wrocławiu (Międzywydziałowe Komisje Interdyscyplinarne) Polskiej Akademii Umiejętności, a także był członkiem Komitetu Cytobiologii i Komitetu Biochemii i Biofizyki PAN (gdzie zasiadał w prezydium).